# Parafia św. Kazimierza w Krakowie (Grzegórzki)
Parafia św. Kazimierza w Krakowie – parafia rzymskokatolicka należąca do dekanatu Kraków-Kazimierz archidiecezji krakowskiej na Grzegórzkach przy ulicy Bobrowskiego.
W parafii jest ok. 7000 wiernych na ok. 8,5 tys. mieszkańców.

## Historia parafii
27 stycznia 1928 erygowana została na Grzegórzkach parafia św. Kazimierza.
W tym też roku wielką salę domu katolickiego zamieniono na kaplicę i w niej 8 grudnia 1928 odprawiona została pierwsza Msza św. Odtąd pełniła ona rolę kościoła parafialnego dla mieszkańców Grzegórzek i Dąbia.
7 lipca 1934 uroczystego poświęcenia kamienia węgielnego dokonał arcybiskup metropolita ks. kard. Adam Stefan Sapieha.
27 października 1940 odbyło się poświęcenie (benedykcja) niewykończonej jeszcze świątyni, której dokonał arcybiskup Sapieha, w obawie, by władze okupacyjne nie zarekwirowały kościelnego budynku.

## Księża

### Proboszczowie[2]
- ks. prał. Jan Mac (1930–1942, 1945–1972),
- ks. Jan Matyasik (1942–1945, w zastępstwie za ks. Jana Maca, który musiał się ukrywać w Babicy przed Gestapo),
- ks. prał. Zygmunt Bubak (1972–1987),
- ks. prał. Józef Jończyk (1987 – 2017),
- ks. dr Adam Niwiński (2017 – )

## Wspólnoty parafialne
- Duszpasterska Rada parafialna
- Liturgiczna służba ołtarza
- Parafialny Zespół Charytatywny
- Ruch Światło-Życie „Oaza”
- Schola Dziecięca
- Wspólnota Żywego Różańca
- Kręgi Domowego Kościoła
- Ruch Pomocników Matki Kościoła
- Koło Misyjne
- Chór parafialny
- Koło przyjaciół Radia Maryja
- Synodalny Zespół Nauczycieli
- Parafialny Zespół Studyjny
- Koło PTTK Kazimierz

## Terytorium parafii
Terytorium parafii obejmuje obszar wyznaczony granicami linii brzegowej Wisły, ul. Rzeźniczej, al. Powstania Warszawskiego, ul. Mogilskiej i linii kolejowej oddzielającej od terytorium parafii na Dąbiu.
Ulice: Aleje Pokoju nry parzyste 2-12 i nieparzyste 5-29, Bobrowskiego, Cystersów, Fabryczna, Francesco Nullo, Gęsia, Grzegórzecka nry parzyste od 72 i nieparzyste od 67, Kordylewskiego, Kotlarska, Masarska 14-16, Mogilska nry nieparzyste 11-81, Mosiężnicza, Przy Rondzie, Rogozińskiego, Rzeźnicza nry parzyste, Sądowa, Semperitowców, Skrzatów, Żółtej Ciżemki, Szafera

## Domy zakonne na terenie parafii
- Dom Prowincji Krakowskiej Sióstr Służebniczek Starowiejskich – ul. Kordylewskiego 12